# Ditton (Kent)
Ditton is een civil parish in het bestuurlijke gebied Tonbridge and Malling, in het Engelse graafschap Kent met 4786 inwoners.